# 结螺
结螺（学名：Tenguella granulata），是新腹足目骨螺科Tenguella属的一种。主要分布于台湾，常栖息在潮间带岩礁区。